# Грб Корушке
Грб Корушке је званично одобрена 1930. године.
Корушка (Kärnten, Carinthia), формирана је 976. године као посебно војводство. Пре 976. године, област припадала Баварској. Током 1286. године, Корушка постаје део Тирола, а 1335. део Аустрије. 
Најстарији познати грб за Корушку показивао је црног пантера, а налазио се на грбу породице Спонхејм, који су давали прве херцоге за Карушку. Садашњи грб први пут се појављује 1237. године на једном печату Улриха III. Од тад, грб се није посебно мењао. Шлем, рогови на њему са пратећим садржајем, као и сам грб су оригинални из војводског периода, али његово значење није сасвим јасно.